# Blepisanis bohemani
Blepisanis bohemani är en skalbaggsart som först beskrevs av Francis Polkinghorne Pascoe 1858.  Blepisanis bohemani ingår i släktet Blepisanis och familjen långhorningar. Inga underarter finns listade.